# Helene Stähelin
Helene Stähelin, née le 18 juillet 1891 à Wintersingen et morte le 30 décembre 1970 à Bâle, est une mathématicienne et militante pacifiste suisse.

## Formation et travaux scientifiques
Helene Stähelin est l'une des douze enfants du pasteur Gustav Stähelin (1858-1934) et de sa femme Luise, née Lieb. En 1894, la famille déménage de Wintersingen à Allschwil.
Elle étudie alors à la Töchterschule de Bâle et dans les universités de Bâle et de Göttingen. En 1922, elle devient professeur de mathématiques et de sciences naturelles au Töchterinstitut à Ftan. En 1924, elle obtient son doctorat à l'Université de Bâle pour sa thèse intitulée Die charakteristischen Zahlen analytischer Kurven auf dem Kegel zweiter Ordnung und ihrer Studyschen Bildkurven, sous la direction de Hans Mohrmann et Otto Spiess,. De 1934 à 1956, Helene Stähelin travaille comme enseignante à l'école secondaire protestante de Zoug.
Après sa retraite, elle retourne à Bâle, où elle participe pendant plusieurs années à l'édition par Otto Spiess des lettres de la famille Bernoulli.
Elle est membre de la Société mathématique suisse de 1926 à son décès.

## Militantisme politique
Helene Stähelin est membre de la Ligue internationale des femmes pour la paix et la liberté (Internationale Frauenliga für Frieden und Freiheit, IFFF). Elle en préside la section suisse de 1947 à 1967 et la représente au Conseil suisse pour la paix,. Cela lui vaut d'être surveillée par les autorités dans le milieu des années 1950 et de faire l'objet d'un dossier du parquet fédéral, rendu public en 1986.
Helene Stähelin milite également pour l'octroi du droit de vote aux femmes, qui n'a cependant pas été établi de son vivant au niveau fédéral.